# L'EFT sans prise de tête
L’EFT sans prise de tête – Libère ton Super Toi est un ouvrage de développement personnel écrit par Rodolphe Taru. Il a été publié en 2022 en auto-édition chez Publishroom Factory
Le livre présente les bases de la méthode EFT (Emotional Freedom Techniques) dans une approche volontairement simple, directe et accessible à tous. L’auteur propose des outils concrets pour aider les lecteurs à mieux gérer leurs émotions, dépasser certains blocages et activer leurs ressources personnelles.

## Contexte
Rodolphe Taru est formateur, thérapeute et conférencier spécialisé en EFT, PNL et synergologie. Il est connu pour sa pédagogie décomplexée et sa volonté de rendre les techniques de développement personnel compréhensibles par un large public. À travers ce livre, il vise à démocratiser l’EFT tout en l’ancrant dans une pratique éthique et structurée.

## Contenu
L’ouvrage alterne entre apports théoriques et exercices pratiques. Il aborde notamment :
- les fondements de l’EFT,

- les blocages émotionnels et physiques,

- des scripts d'accompagnement simples à appliquer,

- la question de l’autonomie dans la régulation émotionnelle.

Le ton est volontairement direct, avec des exemples du quotidien. Le style se veut accessible, y compris pour ceux qui découvrent l’EFT.

## Réception
https://www.professeur-eft.com/ebook/

## Édition
- Titre : L’EFT sans prise de tête – Libère ton Super Toi

- Auteur : Rodolphe Taru

- Éditeur : Publishroom Factory

- Date de publication : 2022

- Langue : français

- ISBN : 978-2-38454-442-4